# Genoa (Nebraska)
Genoa é uma cidade localizada no estado americano de Nebraska, no Condado de Nance.

## Demografia
Segundo o censo americano de 2000, a sua população era de 981 habitantes. Em 2006, foi estimada uma população de 892, um decréscimo de 89 (-9.1%).

## Geografia
De acordo com o United States Census Bureau, a localidade tem uma área de 2,1 quilômetros quadrados, sem área coberta por água. Genoa localiza-se a aproximadamente 483 m acima do nível do mar.

## Localidades na vizinhança
O diagrama seguinte representa as localidades num raio de 24 quilômetros ao redor de Genoa.